# Édouard Empain
Édouard Louis Joseph Empain (Belœil, 20 september 1852 – Sint-Pieters-Woluwe, 22 juli 1929) was een Belgisch ingenieur, ondernemer, bankier en mecenas. Hij richtte talrijke ondernemingen op, meer bepaald in de elektriciteitssector op het vlak van productie, distributie, vervoermiddelen en constructies. Hij is internationaal bekend als degene die de metro van Parijs aanlegde en als de bouwer van de stadswijk Heliopolis in Caïro. Empain was de stichter van de industriële dynastie Empain, die tot diep in de 20e eeuw actief was.

## Jeugd en vroege volwassenheid
De ouders van Édouard, François-Julien Empain en Catherine Lolivier kregen zeven kinderen: vijf dochters en twee zoons. Vader was zoon en kleinzoon van kleermakers. Hij was koster en organist van de parochiekerk in Beloeil. Behalve orgel speelde hij viool en schreef hij een aantal composities. Toen hij negenentwintig jaar was werd F.-J. Empain onderwijzer in Blicquy.
Aangemoedigd door de burgemeester van Blicquy, Alexis du Roy de Blicquy (1798-1875), volgde zoon Édouard de hogere humaniora aan het bisschoppelijk college Sint-Augustinus in Edingen. In 1873 werd hij technisch tekenaar in de Société métallurgique et charbonnière, die geleid werd door Arthur du Roy de Blicquy (1835-1907), een zoon van burgemeester Alexis. Deze onderneming, met hoofdzetel in Brussel, produceerde rollend materieel, bruggen en metalen bouwonderdelen. Empain maakte er snel carrière: klerk, chef van het studiebureau, ingenieur en ten slotte bestuurder (1881-1887).

## Carrière als industrieel ondernemer

### Eerste ondernemingen

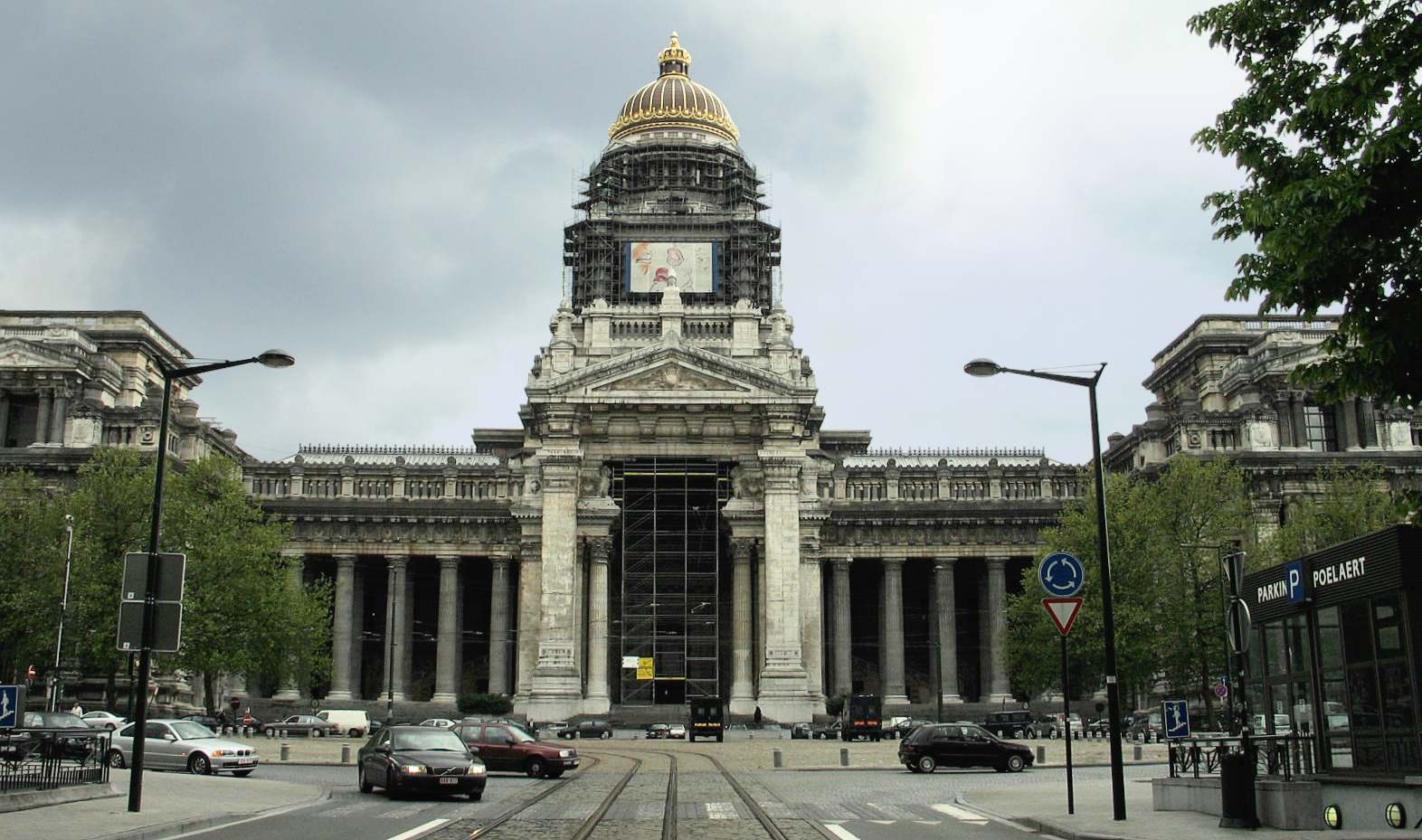
Het Justitiepaleis van Brussel

In 1878 nam hij de leiding als 'maître de carrière' van een Société anonyme des marbres, opgericht door leden van de Gentse familie Terlinden. Empain was minderheidsaandeelhouder en zijn inbreng bestond uit concessies op steengroeven in de streek rond Philippeville. Er werd vooral geleverd voor het in aanbouw zijnde Justitiepaleis in Brussel, dat in oktober 1883 in gebruik werd genomen.
Toen in 1883 de vennootschap werd geliquideerd, was Empain inmiddels meerderheidsaandeelhouder en stond hij vermeld als 'bankier'. Een steile opgang van zijn carrière was ingezet.

### Trams en andere vervoermiddelen

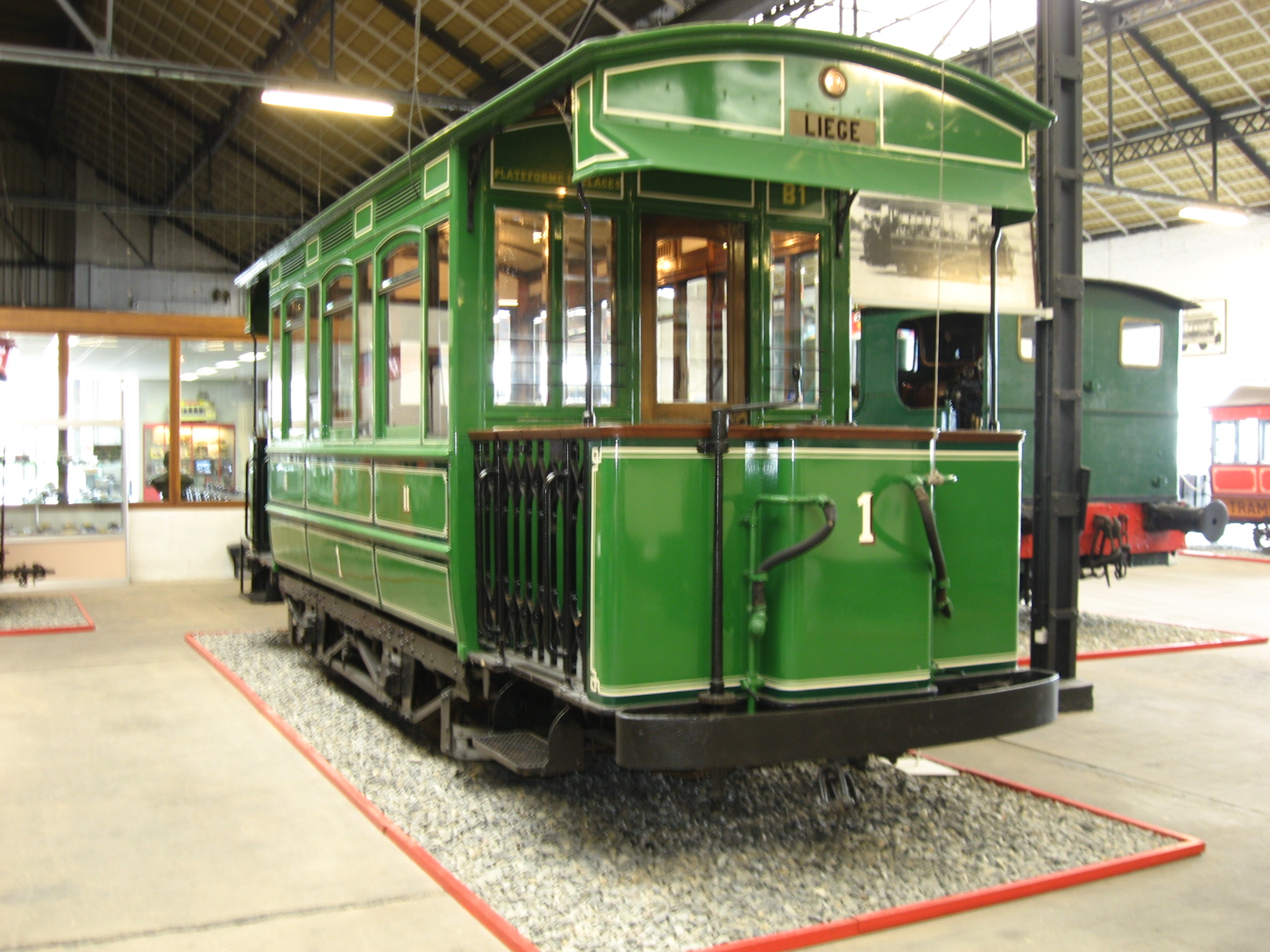
Een stadstram van de RELSE in Luik

#### In België
Vanaf 1880 (hij was toen achtentwintig jaar) werd Empain zich bewust van het gebrek aan vervoer en bereikbaarheid tussen de steden en hun randgebieden en besloot om de activiteiten in steen- en marmergroeven te verlaten en elektrische tramverbindingen te gaan aanleggen. Hij richtte zijn eerste tramonderneming Railways Economiques de Liège-Seraing et Extensions (RELSE) op om een tramlijn van Luik naar Jemeppe-sur-Meuse aan te leggen en te exploiteren. Samen met zijn mentor Arthur du Roy de Blicquy zetelde hij in de raad van bestuur. De tramlijn werd in 1882 geopend en werd een groot succes. Empain richtte naar aanleiding van dit succes ook in Gent eenzelfde soort onderneming op.
Om zijn werkzaamheden uit te kunnen breiden, stichtte hij in 1881 de Compagnie générale des railways à voie étroite, waarin verscheidene kleine vennootschappen werden ondergebracht, evenals die voor het aanleggen van tramlijnen in Luik, Brussel, Gent, Charleroi en andere plaatsen.
Na jaren van discussie stichtte de Belgische staat op 6 juli 1885 de Nationale Maatschappij van Buurtspoorwegen. Onder de negen oprichters bevond zich Arthur du Roy de Blicquy, die ook bestuurslid was in verschillende van de vennootschappen die Empain voor tramlijnen had opgericht. Vanaf dat moment werden de mogelijkheden voor privévennootschappen om buurtspoorwegen en/of tramlijnen aan te leggen geringer. (Een probleem was dat particuliere maatschappijen alleen rendabele lijnen aanlegden en niets zagen in lijnen op het platteland.) Het verminderde nochtans de activiteiten van de privéondernemingen niet, omdat ze voortaan op de nieuwe lijnen de rol van concessiehouder kregen toegespeeld door intercommunales die zelf van exploitatie weinig of geen verstand hadden. Geïnteresseerden kregen dan ook een langjarige concessie toegewezen.
Empain stichtte diverse vennootschappen die concessiehouder werden. Een voorbeeld hiervan was de in 1905 opgerichte NV voor de Exploitatie van de elektrische spoorweg Oostende-Blankenberge en Uitbreidingen, waarbij hijzelf en zijn broer als bestuursleden optraden. In de volgende jaren werd de concessie uitgebreid tot wat de volledige kusttramlijn werd, van De Panne tot Knokke.
Na de Eerste Wereldoorlog werden in verband met de oorlogsschade en de verliesgevende exploitatie de meeste concessies teruggegeven aan de NMVB. De laatste concessie voor de kusttram aan de "Société pour l'Exploitation des Lignes Vicinales d'Ostende et des Plages belges" (SELVOP) liep van 22 april 1927 tot 31 december 1955.

#### In Frankrijk
Empain richtte zich vanaf het begin van zijn carrière ook op Frankrijk, waar hij verscheidene maatschappijen oprichtte voor het aanleggen en exploiteren van stedelijke tramlijnen en buurtspoorwegen, waaronder de Chemins de fer économiques du Nord (CEN). Empain legde stoomtrams en elektrische tramlijnen aan in onder meer Rijsel (Compagnie des Tramways Électriques de Lille et sa Banlieue, vanaf 1901), Valenciennes (CEN) en Boulogne-sur-Mer (CEN).
Vervolgens werden regionale tramlijnen aangelegd in Périgord, de Midi, Calvados, Haute-Savoie, Isère en Basses-Pyrénées.
In die periode tot de Eerste Wereldoorlog werden in bijna alle steden van enige betekenis in de westerse wereld nieuwe elektrische tramnetten aangelegd of werden bestaande paardentramlijnnetten gemoderniseerd en geëlektrificeerd. De vennootschappen van Empain hadden de expertise en kennis om elektrische tramlijnen aan te leggen.

#### Elders in de wereld
België en Frankrijk volstonden niet om zijn expansiehonger te bevredigen. Hij bouwde vanaf 1890 stedelijke tramlijnen met elektrische tractie in Rusland (trams in Moldavië, Tasjkent, Oezbekistan, Astrakhan, de havens aan de Kaspische zee, de monding van de Wolga), Egypte, Belgisch-Congo, China en in heel wat landen van Europa).
De aanleg van tramlijnen was voor hem vaak een aanleiding om zich ook voor andere activiteiten te interesseren.

### Producent van elektriciteit en afgeleiden

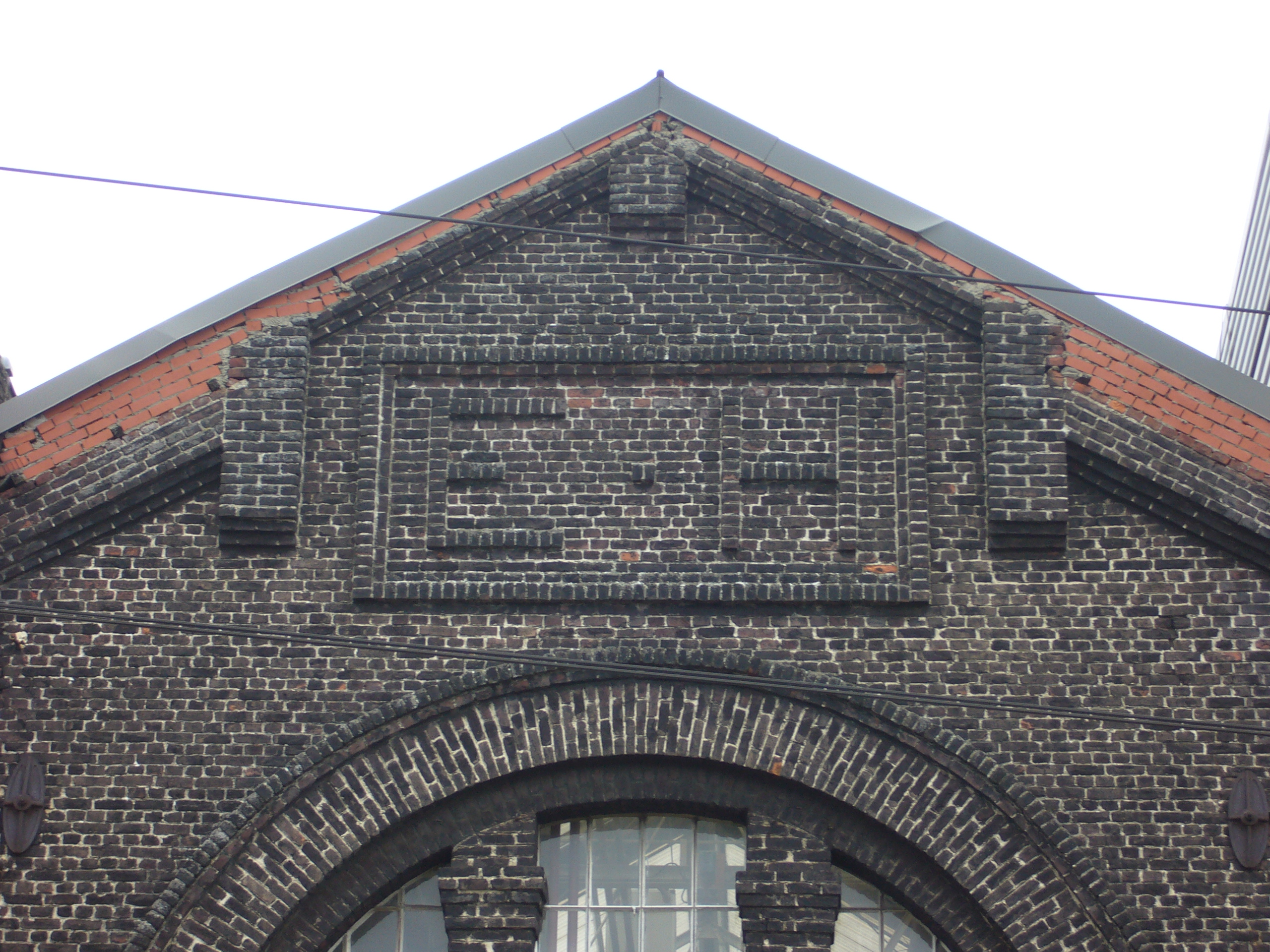
Detail voorgevel van een ACEC-vestiging in Marcinelle, met de letters E & H van Electricité & Hydraulique in de steen verwerkt

Empain wilde onafhankelijk zijn van de elektriciteitsproducenten en bouwde daarom eigen elektriciteitscentrales, zoals de Electricité de Seraing et Extensions, de Bruxelloise d'Electricité, de Gaz et Electricité Hainaut-Liège en de Electricité du Littoral. Voor het transport van de stroom produceerde hij de kabels en voor zijn transportmaatschappijen de elektromechanische uitrusting.
Hij deed hetzelfde in Frankrijk met de Société parisienne pour l'industrie des chemins de fer et des tramways électriques (SPIE, een bedrijf dat in de 21e eeuw nog steeds bestaat), die Empain liet voorzitten door André Berthelot. De vennootschap zorgde voor de elektrische installatie en uitrusting van vrijwel alle nieuwe buurtspoorlijnen en trams die in het begin van de eeuw in Frankrijk werden aangelegd of geëlektrificeerd. SPIE werd een nieuwe holding binnen de Groep Empain en richtte verscheidene elektriciteitsmaatschappijen op: de Société d'électricité de Paris, de Société d'électricité et de gaz du Nord, de Electricité de la région Valenciennes-Anzin, de Constructions électriques du Nord et de l'Est, de Société électrique industrielle pour la Russie en andere.
In Charleroi nam hij in 1904 op verzoek van koning Leopold II de door Julien Dulait (Gent, 28 mei 1855 – Montignies-le-Tilleul, 5 juni 1926) in 1886 opgerichte firma Electricité et Hydraulique over en veranderde de naam in Ateliers de Constructions Électriques de Charleroi (ACEC), die uitgroeide tot de belangrijkste Belgische firma van elektromotoren en huishoudtoestellen. Ook de Franse afdeling, de Forges et ateliers de constructions électriques de Jeumont, nam een grote vlucht.

### Bankier

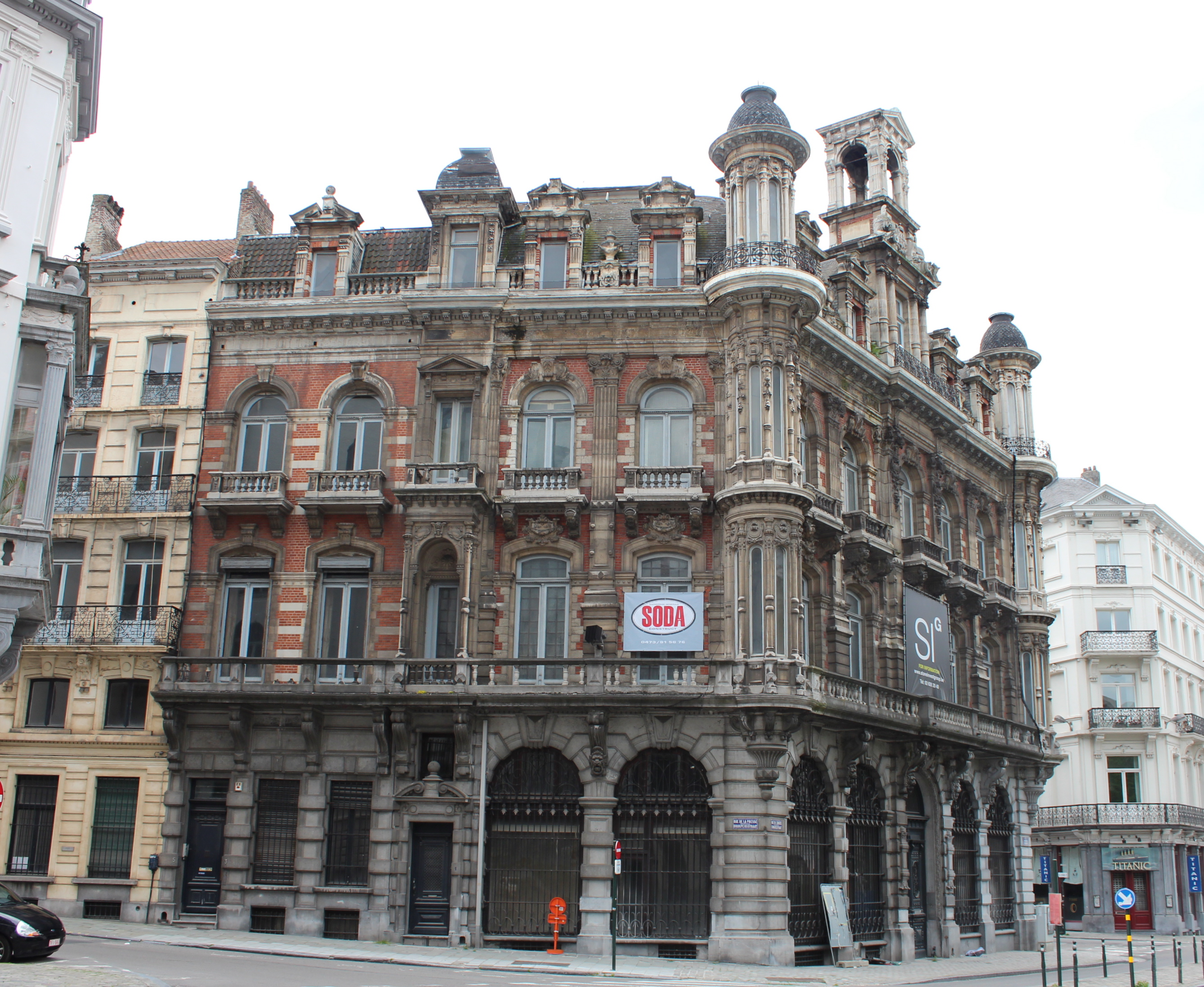
Het Hôtel de Knuyt de Vosmaer in Brussel, met de appartementen van Édouard Empain en de zetel van de Banque Empain

Om niet afhankelijk te zijn van banken, richtte Empain in 1881 een investeringsbank op, de Banque E.L.J. Empain. Het gaf hem de mogelijkheid kapitaal te verzamelen van zowel gefortuneerde families als kleine spaarders. In een tijd waarin de reglementering van de banken nog in de kinderschoenen stond, kon het gedeponeerde spaargeld dienen om investeringen te financieren, op zijn minst om werkingsmiddelen en kaskredieten te verlenen. De bank diende anderzijds voor het plaatsen van de aandelen van zijn talrijke vennootschappen. De risico's waren groot en de investeringen konden ongunstig uitdraaien, maar bij Empain was dit over het algemeen niet het geval. Deze aanbreng maakte dat hij met een derde aan eigen inbreng meestal voldoende had om een vennootschap te controleren, zonder risico van overname te vrezen, gelet op de verspreiding van de aandelen onder het publiek.
In 1881 kocht hij in de Congresstraat het Hôtel de Knuyt de Vosmaer, een majestueus gebouw dat nog maar pas was neergezet door de Brugse architect Joseph Naert (1838-1910) voor ridder Hector de Knuyt de Vosmaer, die er praktisch nooit woonde en die verstrikt in een ingewikkelde echtscheidingsprocedure, gedwongen werd het eigendom te verkopen. Op de begane grond kwamen de kantoren van de bank en erboven luxueuze appartementen voor hem en zijn broer François. Het gebouw werd uitgebreid door de koop van aanpalende huizen in de Drukpersstraat en de Onderrichtstraat.

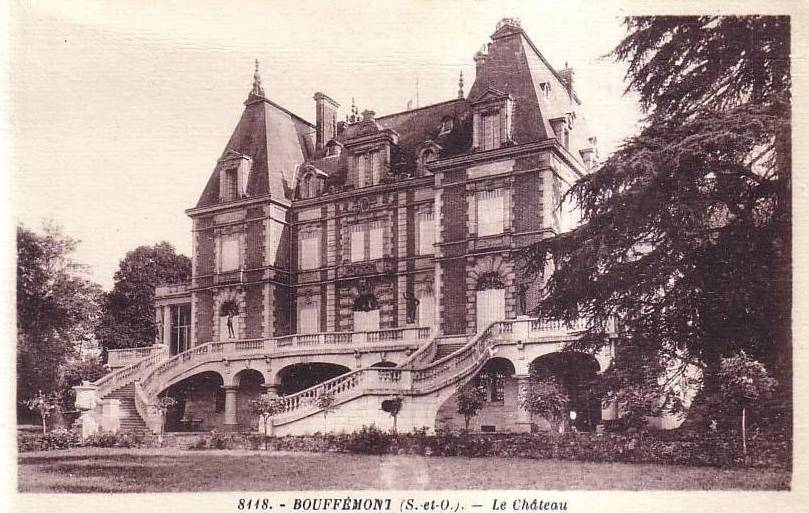
Kasteel van Bouffémont

Vanaf het begin van de 20e eeuw verbleef Empain steeds vaker in Parijs, waar hij een groot hotel kocht aan rue de Lisbonne 50. Ernaast kocht hij een kleinere woning voor zijn maîtresse Jeanne Becker en hun twee zoons. Op 30 km ten noorden van Parijs betrok hij in Bouffémont een kasteel in Louis XIII-stijl. Zijn laatste levensjaren bracht hij hoofdzakelijk door op zijn landgoed in Sint-Pieters-Woluwe, waar hij overleed.

### De 'Metropolitain' van Parijs
Vanaf 1856 waren er in Parijs ideeën en voorstellen voor de aanleg van een metro. Tegenstanders voerden aan dat er instortingsgevaar dreigde en bij het omwoelen van de ondergrond ongezonde virussen en microben zouden naar boven komen. De Wereldtentoonstelling van 1889 met ruim dertig miljoen bezoekers, had het Parijse verkeer lamgelegd en bracht de plannen voor een metro opnieuw in de actualiteit. De voorstanders werden in hun argumentatie geholpen doordat al in minstens een tiental grote steden ondergrondse verkeerslijnen waren aangelegd. In 1896 werd de knoop ten gunste van de aanleg doorgehakt. De voornaamste pleitbezorger in de Parijse gemeenteraad was André Berthelot.
Édouard Empain was in de aanleg geïnteresseerd. Als Belg maakte hij weinig kans, maar hij associeerde zich met de goed geïntroduceerde Parijse bankier Adrien Bénard (1846-1912). Via hem maakte hij kennis met Berthelot. Een wedstrijd werd uitgeschreven voor de aanleg van zes metrolijnen met een totale lengte van 65 km. Als winnaar kwam de Compagnie Générale de traction uit de bus, waarvan Empain voor een kwart eigenaar was. Hij kocht vervolgens de aandelen van minder enthousiaste aandeelhouders en was zo weldra voor 80% eigenaar. De vennootschap beloofde honderd procent Frans te zijn en alle voorwaarden van het bestek te volgen.
Een uitvoeringsvennootschap werd opgericht, de Compagnie du Chemin de fer métropolitain (CMP), met een kapitaal van 25 miljoen goudfranken. Ook daarvan werd Empain meerderheidsaandeelhouder. De aanleg stond onder de leiding van ingenieur Fulgence Bienvenüe en het eerste deel werd op 19 juli 1900 officieel in werking gesteld. De metro werd een succes, totdat op 10 augustus 1903 een brand uitbrak door een kortsluiting in een motorwagen. Er waren 88 doden te betreuren. Niettemin werd, na een korte aarzeling, verder gewerkt. Tegen 1910 waren er tien lijnen klaar en waren er dat jaar meer dan 250 miljoen reizigers, een aantal dat in 1918 naar 458 miljoen passagiers groeide. Voor alle onderdelen en benodigde materialen voor de immense en permanente werf werd bij voorkeur een beroep gedaan op firma's die tot de Groep Empain behoorden.
Een bijzonder element vormden de toegangen tot de metrostations. Empain had hierover duidelijke ideeën, die steunden op zijn voorliefde voor de in Brussel toonaangevende art nouveau. Hij deed hiervoor een beroep op een leerling van Victor Horta, de Fransman Hector Guimard. Deze ontwierp de bovengrondse metrotoegangen, die gedurende een aantal jaren op relatief weinig erkenning konden rekenen. Toen er al vele verdwenen waren, werden de laatste zestig in de jaren 1960-1970 als monument beschermd. Ze zijn een belangrijk en gewaardeerd element geworden in het Parijse stadsbeeld.
Empain kreeg al bijna onmiddellijk concurrentie van een honderd procent Franse vennootschap, de Société du chemin de fer électrique souterrain Nord-Sud de Paris, die een concessie verwierf voor de bouw en uitbating van een paar nieuwe lijnen. Het eerste deel van het aan Nord-Sud toegewezen traject opende pas in 1910. Omdat deze vennootschap in financiële moeilijkheden geraakte werd ze in 1929 volledig overgenomen door de CMP; de Groep Empain beheerste opnieuw volledig de Parijse metro.
De Groep Empain bleef de concessionaris van de Parijse metro tot begin 1945. Hij werd toen onder sekwester geplaatst, onder het toezicht van de Administration Provisoire des Transports Parisiens (APTP) maar bleef de metro besturen tot in 1948. Toen volgde de onteigening ten gunste van de Régie Autonome des Transports Parisiens (RATP), die voortaan alle boven- en ondergrondse gemeenschappelijke vervoermiddelen binnen Parijs in eigendom en beheer had. In zijn laatste algemene vergadering in 1948 noteerde de CMP dat in 1947 het aantal reizigers was opgelopen tot 1,5 miljard en de omzet tot 1,8 miljard fr.

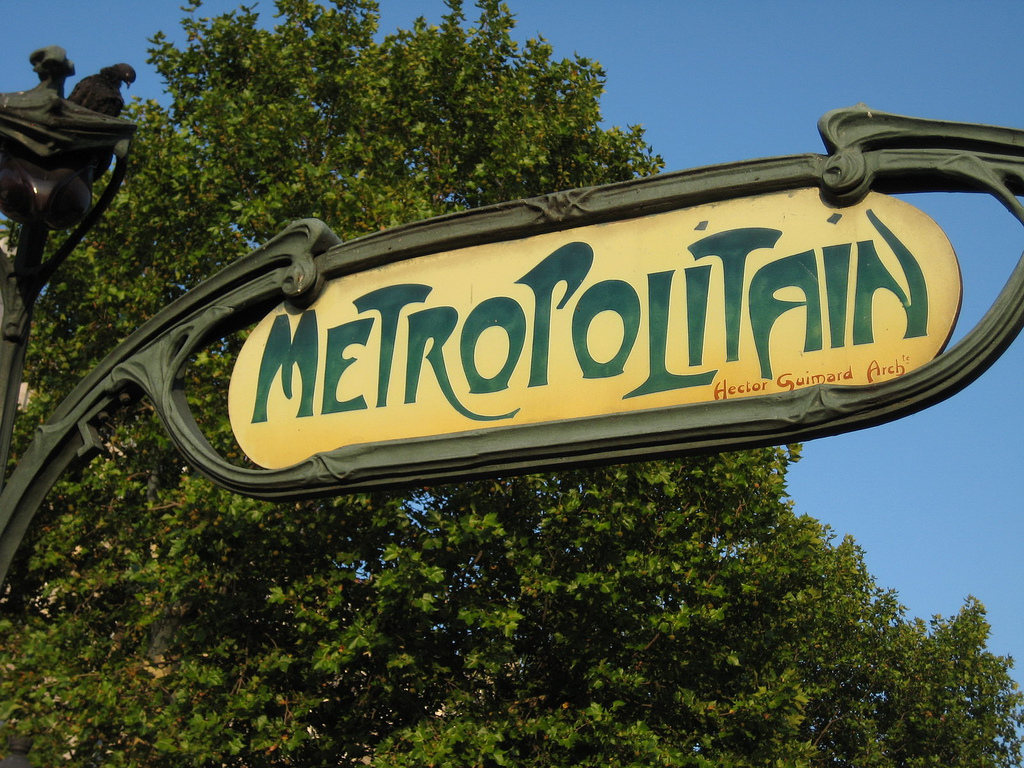
Logo van de Parijse Metro
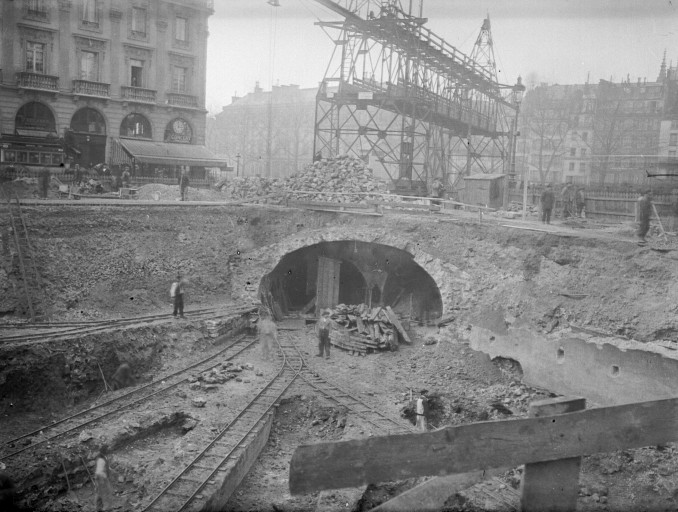
De eerste graafwerken voor de metro.
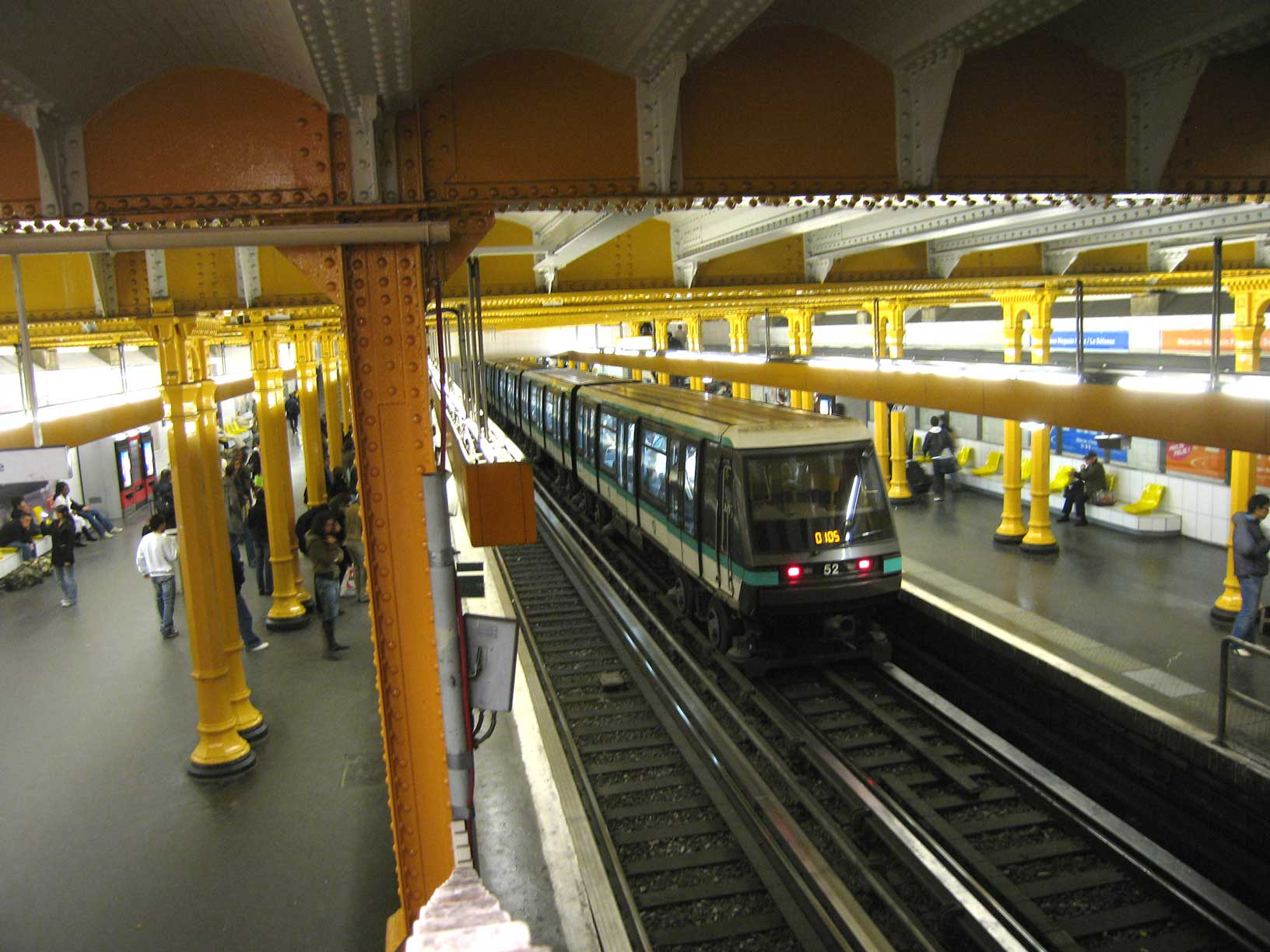
Metro Gare de Lyon: met stevige metalen balken en pilasters.
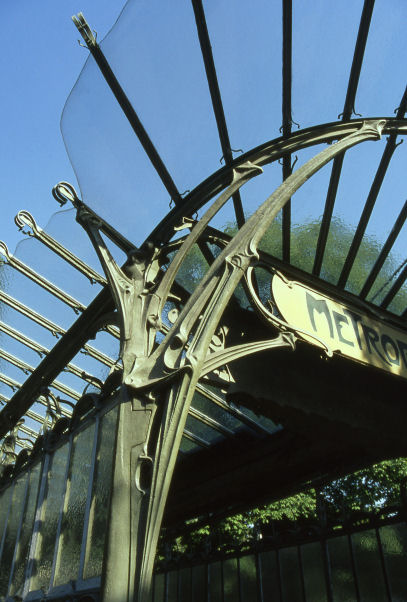
Ingang van de halte Porte Dauphine bij de metro van Parijs.

### Heliopolis

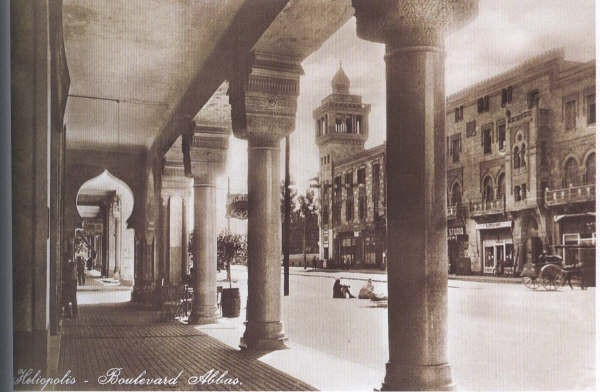
Een avenue in Heliopolis

Zijn meest prestigieuze project realiseerde Empain aan de rand van de Egyptische hoofdstad Caïro waar hij de luxueuze stadswijk Heliopolis ontwikkelde.
In 1904 kwam hij voor het eerst in Egypte. Hij had al tien jaar voordien een eerste en succesvolle investering gedaan, die van de Société des Tramways du Caire. Een paar andere tram- en treininitiatieven die hij in Egypte wilde realiseren, waren op Britse belangen gestoten en niet uitgevoerd. Zonder Britse steun of minstens goedkeuring was in Egypte niets mogelijk. Onder de hoge ambtenaren vond hij steun bij Sir Reginald Oakes (1847-1927), een burgerlijk ingenieur die aan de Universiteit Gent had gestudeerd en stage had gelopen bij de Société métallurgique, waar Empain zijn carrière was begonnen.
Een tweede te winnen machtscentrum was dat van de kedive Abbas Hilmi (1874-1914) en daarvoor vond Empain een bondgenoot in Boghos Numar Pacha (overleden in 1930). Verder mocht hij ook rekenen op Belgische steun. In de eerste plaats op die van de Belgische consul-generaal en gevolmachtigd minister Léon Maskens, die zelf heel wat investeringen had gedaan in Egypte, en van de Belgisch-Egyptische ondernemer Léon Rolin, van wie hij onmiddellijk een vennoot maakte. Ook de Fransen hadden invloed in Egypte en om de Franse kolonie te bewerken, kon hij weer rekenen op André Berthelot. Als het netwerk van trams niet kon worden uitgebreid, als projecten in het bestaande Caïro onmogelijk bleken, dan bekeek hij of er in deze overbevolkte stad geen mogelijkheid was om een winstgevend nieuw stadsdeel te ontwikkelen. Empain liet zijn oog vallen op een woestijnvlakte ten noorden van de stad. In augustus 1905 richtte hij de Société des travaux publics du Caire op, met Reginald Oakes als directeur-generaal.
Egyptische en internationale steun voor zijn plannen had Empain hard nodig, want op hetzelfde tijdstip begonnen Britse investeerders aan een concurrerend project, de residentiële stad Maadi, ook op een tiental kilometers van Caïro. Dit kon er hem alleen maar toe aanzetten om zijn stad zo prestigieus en zo toekomstgericht als mogelijk uit te bouwen.
Samen met Boghos kocht Empain 2500 ha zandgrond (later uitgebreid tot bijna 8000 ha), waar hij Heliopolis wilde bouwen. Hiervoor richtte hij in 1906 de maatschappij Helios Oasis Company op. Daarnaast stichtte hij de Cairo Electric Railways and Heliopolis Oases Company, die het monopolie kreeg voor de tram- en treinverbindingen tussen de nieuwe stad en Caïro. Binnen enkele jaren verrees Heliopolis met brede lanen en veel groen, een paardenrenbaan, een golfbaan, hotels en paleizen, talrijke villa's en een vliegveld. Empain bouwde er zijn eigen paleis in Heliopolische stijl. Het grote hotel Heliopolis Palace werd een van de grootste en meest luxueuze hotels. De uitbating werd toevertrouwd aan de Belgische liberale volksvertegenwoordiger Georges Marquet, die niet alleen iets wist van hotelmanagement, maar vooral ook hoe casino's geleid moesten worden.
Om dit alles te ontwerpen deed Empain een beroep op de jonge Belgische architect Ernest Jaspar, vader van de latere minister Marcel-Henri Jaspar en broer van eerste minister Henri Jaspar. Voor sommige bouwwerken, onder meer zijn eigen paleis, de Villa Hindoue, deed hij een beroep op Alexandre Marcel, de Parijse architect die in 1902 voor koning Leopold II de Japanse Toren in Laken had ontworpen. De gebouwen in Heliopolis behoorden tot de eerste die werden uitgevoerd in gewapend beton. De onderdelen werden in Frankrijk geproduceerd en naar Caïro verscheept. Ook de 'basiliek' van Heliopolis werd door Marcel ontworpen. Als aannemer koos Empain de jonge Habib Hayrout (1876-1956).
De ontwikkeling van de nieuwe stad gebeurde niet zonder horten of stoten, werd met veel scepticisme in de zakenwereld gevolgd, maar werd uiteindelijk een succes. En aangezien alles in de goede zin evolueerde, liet Empain de verdere ontwikkeling over aan medewerkers. Hij zou zelf nog eenmaal, in 1927, naar Heliopolis afreizen. Hij ontmoette er toen sultan Fouad I (1868-1931), weldra koning Fouad I, broer van prins Hussein Kamal (1853-1917), de eerste sultan van Egypte, die hij in 1896 tot voorzitter had aangesteld van zijn Société anonyme des chemins de fer de la Basse-Egypte en die zichzelf een paleis liet bouwen in Heliopolis. De sultan bleef Empain op alle manieren steunen, zodat deze eindelijk kon besluiten dat zijn Egyptisch avontuur een schitterend succes was geworden. Toen Empain nog een allerlaatste maal naar Heliopolis kwam, in 1930, was het in zijn doodskist, om in de crypte van de basiliek van Heliopolis te worden bijgezet.
In 1957 verkocht de familie het paleis Empain, dat vervolgens in heel wat handen terechtkwam en sterk verwaarloosd werd. Uiteindelijk werd het de eigendom van de Egyptische staat. In 2012 werd een overeenkomst bereikt om met steun van België het gebouw te restaureren en er een internationaal kunstcentrum van te maken.

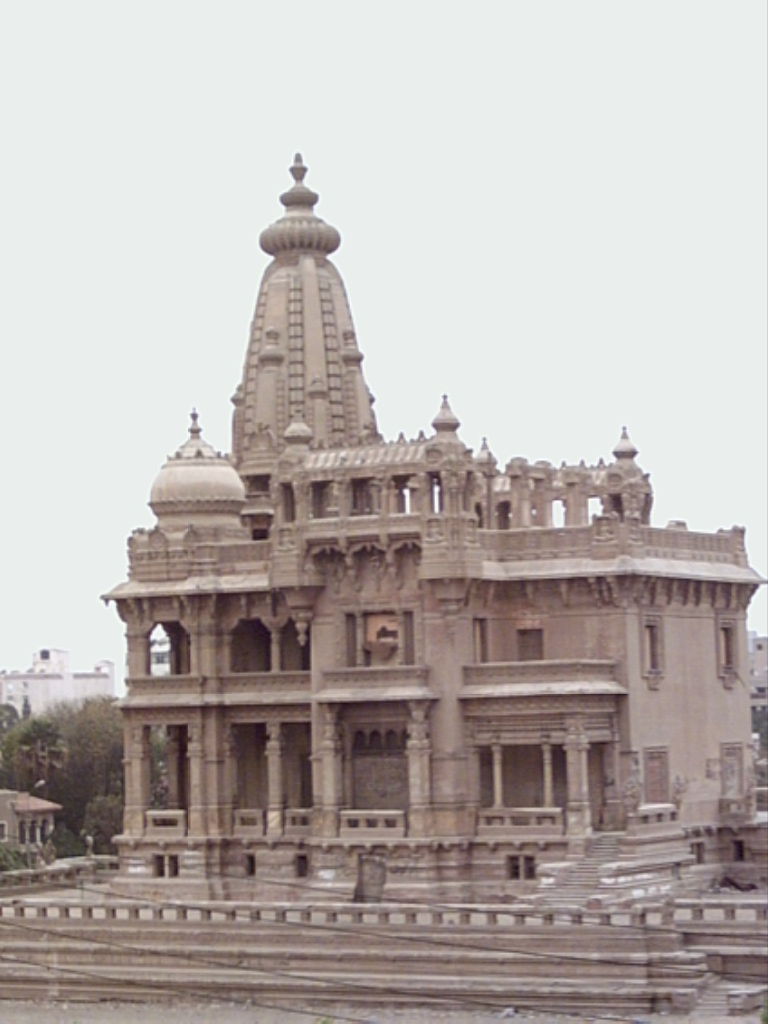
Baron Empain Palace (Qasr Al Baron) in Heliopolis.
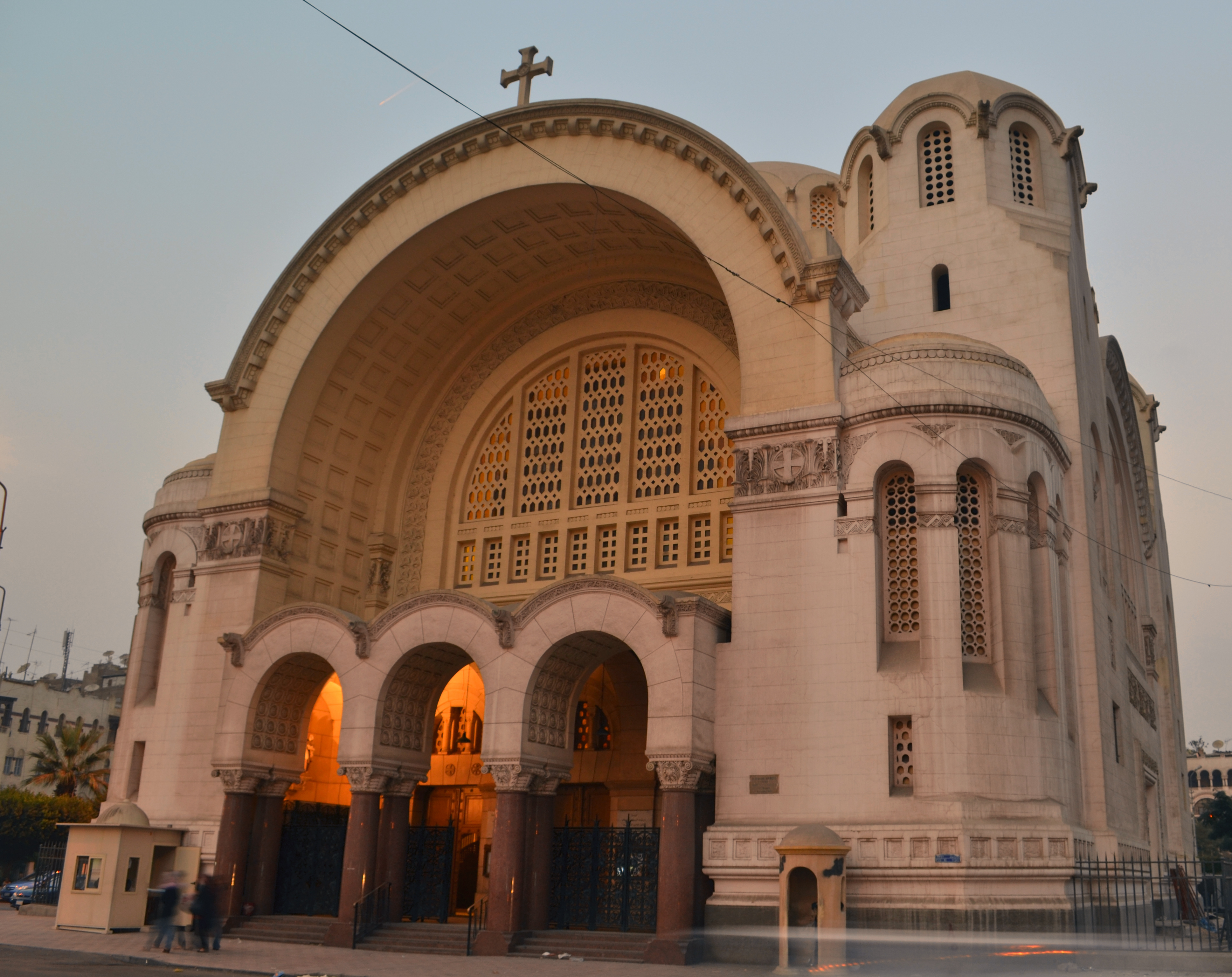
De basiliek van Heliopolis
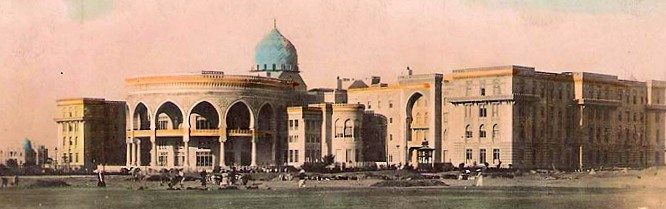
Heliopolis Palace Hotel
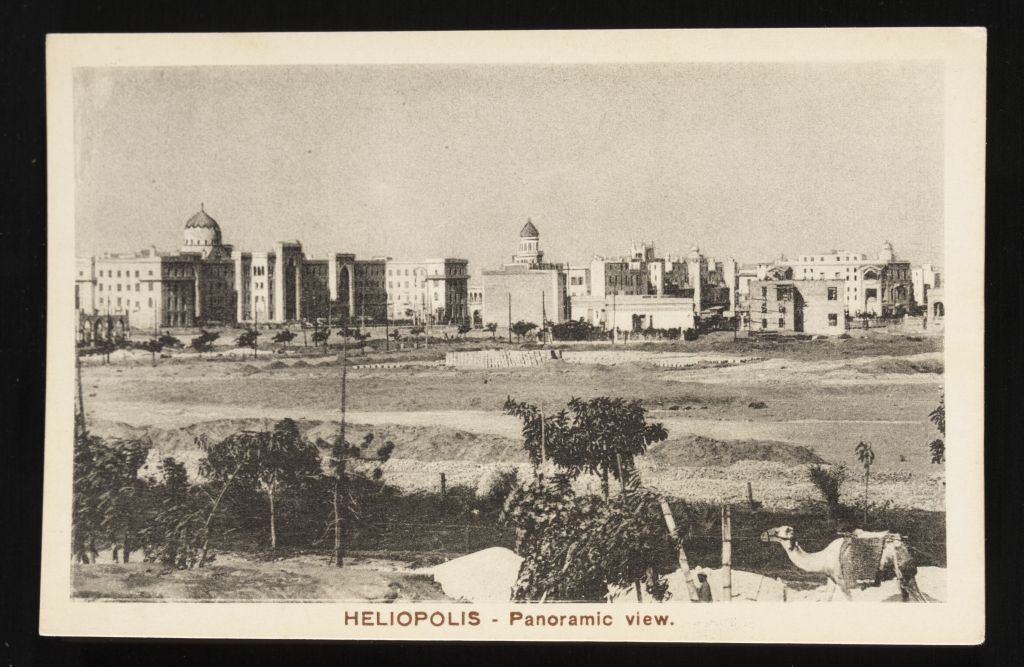
Panoramisch zicht van Heliopolis in de beginjaren

### Samenwerking met Leopold II
Empain leerde koning Leopold II kennen tegen het einde van de jaren tachtig, toen hij stilaan als succesvol ondernemer bekendheid verwierf. In de laatste levensjaren van de koning was hij een van zijn bijzondere raadgevers.
In 1896 ondernam Leopold II pogingen om, naast het Congoavontuur, ook vaste voet te krijgen in China. Heel wat inspanningen werden in die zin ondernomen, maar mondden op niets uit, behalve het project van Empain voor een spoorlijn Kaifeng-Honanfu. Het succes daarvan had alles te danken aan de inzet van Empain. Dit had tot gevolg dat de koning hem in 1901 de leiding toevertrouwde van de Société asiatique, een vennootschap waarachter Leopold als grootste aandeelhouder schuilging. Empain stichtte een studiesyndicaat Comptoir de Chine, die alle studies ondernam, financiële constructies organiseerde en onderhandelingen voerde voor de koning. Dit mondde uit in de aankoop van 50 hectare langs de Gele Rivier, in de stad Tianjin, met de steun van tsaristisch Rusland en onder groot protest van de Verenigde Staten en het Verenigd Koninkrijk. Daar plande Leopold een Belgische vrijhandelszone met haven.
Samenwerken met koning Leopold betekende onvermijdelijk voor een financier en ondernemer zich verplicht interesseren voor Congo. In december 1901 tekende de koning het besluit, waarbij aan de Compagnie des chemins de fer du Congo supérieur aux Grands Lacs, opgericht door Empain, een concessie van 99 jaar werd gegeven voor het bouwen en uitbaten van de spoorlijnen Stanleystad-Albertmeer en Luluaburg-Tanganyikameer.
Naast de benodigde grond kreeg de vennootschap de beschikking over vier miljoen hectare terreinen en bossen, die ze mocht uitbaten of in concessie geven. Naast een inbreng in het kapitaal van 22% door de familie Empain, werd het saldo onderschreven door vennootschappen die tot de Groep Empain behoorden. Een vertegenwoordiger van de koning werd voorzitter, maar Empain als ondervoorzitter, hield de touwtjes stevig in handen. Vervolgens werden meerdere vennootschappen opgericht, vooral om de rijke ondergrond op te sporen en uit te baten. De voornaamste werd de Compagnie minière des Grands Lacs, eveneens bestuurd door Empain.
In 1909 werd de overeenkomst door de Belgische Staat overgenomen en werd het kapitaal van de 'Compagnie des chemins de fer' op 50 miljoen Belgische franken gebracht, eveneens aangebracht door de Groep Empain. Als gevolg van de vroegere overeenkomst kreeg Empain als wedergunst nogmaals vier miljoen hectare terreinen en bossen in concessie voor verdere exploitatie.

### Zakelijk succes
Het succes in zaken dat Empain had gerealiseerd, in Europa, in China en in Congo, en het aanzienlijk fortuin dat hij had verworven, zorgden ervoor dat hij in aanmerking kwam voor een adellijke verheffing. In 1907 werd hij opgenomen in de erfelijke adel, met een baronstitel. Hij nam als wapenspreuk het devies Labore. In het schild, waar een gouden bezant en een zilveren dwarsbalk verwezen naar zijn industriële realisaties, symboliseerden twee lotusbloemen zijn nieuwe stad in het land van de farao's.
De opname in de adel verhinderde niet dat hij verder een eerder onconventioneel familieleven bleef leiden. Hij was al bijna vijftig en had tot dan alleen maar korte liefdesrelaties onderhouden, toen hij begin van de eeuw een vaste maîtresse nam. Het ging om de dertig jaar jongere en nog minderjarige Jeanne Becker, die hem twee zonen schonk. Hun relatie bleef lange tijd geheim, ook voor de familie en zeker voor de buitenwereld. Toen ze in 1921 trouwden en de twee natuurlijke kinderen erkend werden en de naam Empain kregen, mochten ook zij de baronstitel dragen en na hen het familiehoofd in elk van de twee takken.
Empain regelde dat zijn broer Louis-François in 1913 eveneens in de adelstand werd opgenomen, met enkele jaren later een baronstitel. Dit lag in de lijn van de zorg die hij droeg voor zijn familie. Omstreeks 1890 kocht hij voor zijn ouders en ongehuwde zuster in Battel bij Mechelen aan de Leuvense vaart 38 ha grond met een landhuis dat hij verving door een kasteel. Hij kwam er geregeld op bezoek, soms via de Leuvense vaart (die hij liet verbreden), met zijn jacht de Prima Vera, dat in 1901 in Battel werd ingewijd. Hij bekostigde de bouw van een kleine Sint-Jozefskerk en van een parochieschool en kocht heel wat eigendommen aan.
Zijn broer liet hij ruim deelnemen aan al zijn activiteiten en beschouwde hij als zijn alter ego. Het was die broer die, na de dood van de ouders, het kasteel van Battel betrok, wat aan de oorsprong lag van het politiek mandaat dat hij bekleedde in Mechelen.
Aan de drie echtgenoten van zijn zussen bezorgde Édouard beheersmandaten in zijn vele vennootschappen. Het kasteel van Battel werd tot aan de Tweede Wereldoorlog bewoond door zijn zus Louise en haar man, het echtpaar Denis-Empain.
Bij de parochiekerk van Leest, de Sint-Niklaaskerk, liet hij een indrukwekkend mausoleum bouwen volgens het ontwerp van architect Joseph Naert. Veel van zijn familieleden werden er bijgezet, zoals zijn ouders en Louise Empain, die honderd jaar werd.

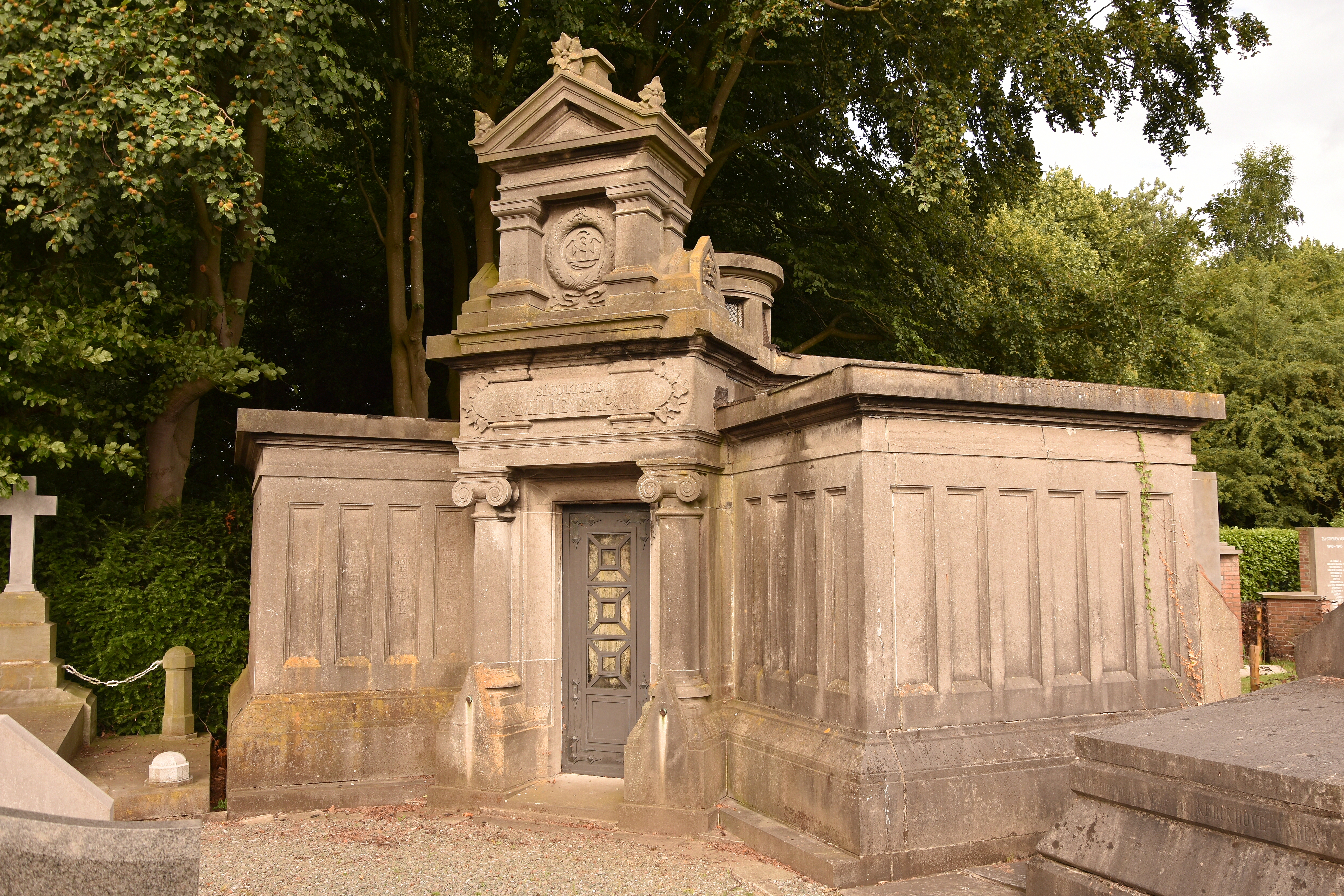
De grafkelder van de familie Empain te Leest uit 1880, ontwerp door architect Joseph Naert.

## Generaal in de Eerste Wereldoorlog

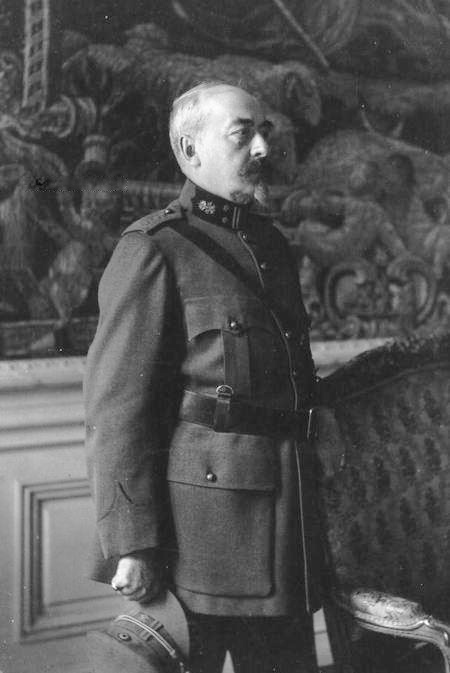
Generaal Édouard Empain

Nog voor de Eerste Wereldoorlog begon, maakte Empain plannen om zoveel mogelijk manschappen en trammaterieel van zijn talrijke buurtspoorwegconcessies in Vlaanderen te evacueren naar het westen. Hij zette snel een semimilitaire organisatie op, de "Section Vicinale de Chemins de fer en Campagne" (SVCFC). Deze vatte post in Antwerpen, maar was door de snelle opmars van de Duitsers gedwongen zich te reorganiseren in West-Vlaanderen. Tijdens de oorlog beheerde de SVCFC de overgebleven buurtspoorlijnen achter het front. Baron Empain wist uiteindelijk 80 locomotieven, 330 rijtuigen en 400 goederenwagons uit de handen van de Duitsers te houden.
Aan het begin van de oorlog meldde Empain zich aan bij het leger. Charles de Broqueville, minister van Oorlog, eerste minister en een vriend van Empain benoemde de tweeënzestigjarige, die nooit militair was geweest, tot genieofficier met de graad van kolonel. Broqueville was overtuigd dat Empain beter dan beroepsmilitairen bekwaam zou zijn de organisatie op zich te nemen van de bewapening en de technische diensten. Voor de duur van de oorlog moest hij de zorg op zich nemen van het vervoer per spoor en van de elektriciteitsvoorziening. Zijn eerste huzarenstukje was de evacuatie van het leger naar het westen van het land. Meer dan 150 konvooien voerden militairen en materiaal van Antwerpen naar Oostende. In Oostende hield Empain hoofdkwartier in zijn villa en werd daarbij omringd door een schoonbroer die beroepsmilitair was, door de jonge Georges Theunis en andere medewerkers uit de Groep Empain.
Empain nam allerhande initiatieven die de hem toegewezen taken aanzienlijk overschreden. Zo had hij de hand in de wijziging en versobering van het militaire uniform en zorgde hij voor de stoffen om de uniformen te fabriceren. Hij sloot contracten, onder meer met de fabrieken Schneider, voor het leveren van geweren en munitie en bekommerde zich om de ravitaillering van het leger. Zelfs om de ontspanning van de frontsoldaten bekommerde hij zich. Hij kocht voor eigen rekening een vijftigtal grammofoons, die hij aan koningin Elisabeth bezorgde om door haar aan de legereenheden te worden geschonken. Hij bezorgde ook filmprojectors en opnameapparatuur. Een socialistisch minister noemde zijn activiteiten een grandioze improvisatie, waarvan de herinnering onuitwisbaar zou blijven.
Van Oostende verhuisde Empain zijn hoofdkwartier naar zijn hotel in Parijs, terwijl hij de ganse oorlog door voortdurend reisde naar Sainte-Adresse (de zetel van de Belgische regering en administratie), Duinkerken (waar de Broqueville meestal resideerde) en De Panne (het hoofdkwartier van de koning). Empain zorgde dagelijks voor 80.000 kg meel, 60.000 kg vlees, 240.000 kg haver, 65.000 kg hooi, 60.000 kg stro voor de slaapzakken enz. Hij leidde hiervoor ateliers en distributiecentra in Le Havre, Rouen, Calais, Parijs en Marseille. Zelfs met kleine zaken hield hij zich bezig, zoals het ontwerp voor een Oorlogskruis en voor het lint dat het moest dragen.
In december 1916 werd hij bevorderd tot generaal-majoor 'voor de duur van de oorlog'. Het vertrouwen dat hij genoot van de minister van oorlog zorgde ervoor dat hij zonder controle alles op eigen initiatief kon regelen en beslissen. Toch werd een betere organisatie binnen het leger wenselijk geacht, en het werd de oprichting van de Direction générale de l'armement et des services techniques de l'armée, waarvan Empain de directeur-generaal werd. Zijn opdrachten en bevoegdheden werden hiermee nog uitgebreider. Ook de koning was over hem tevreden en benoemde hem tot zijn vleugeladjudant 'voor de duur van de oorlog'. Met koning Albert I herhaalde zich nochtans niet de vertrouwvolle samenwerking die Empain met Leopold II had gehad. Hij behoorde tot de 'clan de Broqueville', waar de koning weinig vertrouwen in had: Onze eerste minister en zijn bende, zoals hij soms zei.
Hij maakte deel uit van een commissie die de prioritaire noden identificeerde voor het weer op gang brengen van de Belgische industrie na de oorlog en bereidde de herovering van België voor door 330 km treinrails, 150.000 dwarsliggers en een honderdtal brugvloeren te bestellen.

## Onderscheidingen
- 1907: Verheffing tot Baron Empain
- ere - vleugeladjudant des Konings[10]
- grootofficier in de Leopoldsorde[10]
- Gouden Regeringsmedaille Koning Albert.[10]
- Oorlogskruis met Palmen[10]
- Overwinningsmedaille
- Grootkruis in de Orde van de Nijl[10]
- Ridder Grootkruis in de Orde van Isabella de Katholieke[10]
- Ridder Orde van het Bad.[10]

## Mecenas
Empain stond ook als mecenas bekend. In Egypte financierde hij in 1904-1905 de – vruchteloze – archeologische opgravingen naar de oude stad Heliopolis door de Belgische egyptoloog Jean Capart.
Enkele jaren later kocht hij de mastaba van Neferirtenef, aangevuld met een zeventigtal uitzonderlijke objecten, die hij als royale gift aan de Belgische staat schonk voor de Koninklijke Musea voor Schone Kunsten van België. België bezat meteen een van de wereldvermaarde aan het oude Egypte gewijde musea. Ook hierin werd hij bijgestaan door Jean Capart.
In België begiftigde hij de ingenieursfaculteiten van de Katholieke Universiteit Leuven en van de ULB. Hij financierde de oprichting van een Laboratoire des très hautes tensions. Heel wat caritatieve instellingen werden met aanzienlijke giften bedacht.

## De laatste jaren
Na de oorlog hernam de Groep Empain haar opgaande ontwikkeling. Ze had niet overdreven geleden onder de oorlog. Empain interesseerde zich ook voor nieuwe activiteiten, zoals de scheikundige sector. Hij nam, gesteund door de regering, (meerderheids)participaties in productiebedrijven van meststoffen en fosfaten, producten voor de leerlooierij, naftaline en kunstrubber. Ook de glasindustrie trok hem aan en hij investeerde in glasfabrieken, die later onder de hoede van de Groep Empain fuseerden tot Verlica-Momignies.
Toen, na moeilijke jaren, bleek dat Heliopolis een succes was geworden, wilde hij hetzelfde herhalen en nieuwe steden bouwen aan het Kivumeer in Congo. Hij stuurde in 1927 zijn architect en vriend Ernest Jaspar op pad, die een eerste reeks studies en ontwerpen meebracht. De dood van Empain betekende het einde van deze droom.
Empain had zijn twee zoons een zo goed mogelijke opvoeding bezorgd en ze voorbereid om zijn opvolging te nemen. Om dit mogelijk te maken moesten ze zijn naam dragen en daarom na twintig jaar concubinaat, was hij burgerlijk en kerkelijk getrouwd met hun moeder. Eenmaal gehuwd, nam hij opnieuw een maîtresse, die hem twee dochters schonk. Hij erkende ze niet, maar ze werden in zijn erfenis ruim bedacht. Deze relatie bleef nog discreter dan de eerste, bij zo ver dat de geschiedenis de naam van deze dame en van haar dochters niet heeft weerhouden.
Baron Empain stierf op 77-jarige leeftijd op zijn landgoed in Sint-Pieters-Woluwe. In de meeste kranten in België, Frankrijk en elders verschenen uitgebreide artikels. Onder de auteurs van lovende bijdragen vond men Léon Daudet, Paul Claudel en natuurlijk Fernand Neuray. De uitvaart was op weinig na een staatsbegrafenis. De kerkelijke dienst in de Sint-Goedelekerk werd geleid door de pauselijke nuntius Mgr. Clemente Micara. Naast vertegenwoordigers van koning Albert, van prins Leopold, van de koning van Egypte, naast eerste minister Henri Jaspar en de helft van de regering, onder wie Charles de Broqueville, waren velen aanwezig die in het koninkrijk België iets betekenden. De metro van Parijs had een delegatie medewerkers in uniform gestuurd. Het Belgisch leger was met drie detachementen infanterie, twee eskadrons cavalerie en met muziek van de Gidsen aanwezig. Oud-eersteminister Georges Theunis stapte naast de lijkkist op.
De begrafenis in Evere was voorlopig. Volgens zijn wens werd Empain enkele maanden later begraven in de crypte van de basiliek van Heliopolis, een gereduceerde kopie van de Aya Sofia en toegewijd aan Notre-Dame de Tongre, de parochiekerk van Tongre-Notre-Dame waar hij ooit misdienaar was. De bijzetting gebeurde, zo vermeldden de kranten, met een ceremonie die de plechtigheid in Brussel overtrof.
Na zijn dood kwam er een Generaal-baron Empainlaan in Sint-Pieters-Woluwe, een Édouard Empainlaan in Heliopolis en een Baron Eduard Empainlaan in Battel-Mechelen.

## Medewerkers en ondersteuners
Édouard Empain besefte dat de familie du Roy de Blicquy hem in de beginfase van zijn carrière had gesteund en hij bleef er ze zeer dankbaar voor. Arthur du Roy de Blicquy zetelde in sommige beheerraden van de Groep Empain.
Hij wist enkele begaafde medewerkers aan zich te binden. De meest in het oog springende was Georges Theunis, die na de Eerste Wereldoorlog minister van Financiën en tweemaal eerste minister werd. Koning Leopold II werd een van de belangrijke ondersteuners van Empain en ze waren elkaars raadgever. Empain werd in het begin van de 20e eeuw bevriend met Charles de Broqueville, die vele jaren eerste minister was en hem voor, tijdens en na de oorlog steun verleende.
In Frankrijk kreeg Empain steun en medewerking op hoog niveau. Voor het realiseren van de metrowerken kreeg hij vooral de steun van de hoge ambtenaar en politicus André Berthelot. Voor de vele vennootschappen die tramconcessies binnenhaalden kon hij steunen op Edmond Caze (1839-1907) en Charles de Freycinet (1828-1923), die toen tot de invloedrijkste politici behoorden en die hij zijn vennoten maakte. In België kon hij ook nog rekenen op de invloedrijke senator Victor Emile Fris, die hij bestuurder en voorzitter maakte in de raden van bestuur van heel wat van de vennootschappen binnen de Groep Empain.
Zoals alle captains of industry van die tijd schonk hij geld aan nieuwsbladen, op voorwaarde dat ze zijn lof zongen. Zijn voorkeur ging daarbij uit naar Fernand Neuray, die zijn voornaamste bewieroker werd, en naar zijn krant Le XXe siècle. Edouard Empain was eveneens aandeelhouder van de Parijse krant Le Matin.

## Het Empainimperium na Édouard Empain
Empains tien jaar jongere broer Louis-François werd zijn rechterhand en ontving grote pakketten aandelen. Uit dankbaarheid noemde hij zijn zoon Édouard . Toch waren het de zoons van Édouard Empain die als meerderheidsaandeelhouders hun vader opvolgden en niet Louis-François die ze opzij schoven.
De Banque Empain werd door de zoons in twee entiteiten gesplitst: de Banque Industrielle Belge (veel later een onderdeel van ING) met de holding Fédération d'Entreprises Industrielle Belge van Jean Empain en de Banque Belge pour l'Industrie met de holding Compagnie Immobilière et Financière van Louis-Jean Empain. In 1930 werd Electrorail gesticht, een maatschappij die de gemeenschappelijke participaties van beide broers en andere familieleden beheerde. In 1960 bedroeg de waarde van de portefeuille van aandelen beheerd door Electrorail 1,6 miljard Belgische frank.
Naast de hoofdholding Electrorail, waren de talrijke ondergeschikte maatschappijen zo georganiseerd, met onderling elkaar kruisende participaties, dat het een moeilijk te overzien kluwen werd en ontmoedigend werkte op eventuele overnemers.
Jean Empain, bijgenaamd le Fol, had de naam een kordate 'kapitein' te zijn die snel beslissingen kon nemen, maar hij ontwikkelde ook een reputatie als drankliefhebber, gokker en vrouwengek. Hij begon een affaire met de 18-jarige comédienne Rozell 'Goldie' Rowland, die optrad in het 'lichte' genre en die in 1937 beviel van zijn zoon Édouard-Jean Empain.
Louis-Jean Empain, bijgenaamd le Sévère, groeide uit tot een vroom man en liet in Brussel de Villa Empain bouwen in art-decostijl.
Tijdens het interbellum verleende de Groep Empain steun aan Rex en aan Léon Degrelle en tijdens de Tweede Wereldoorlog werd, zo luidde de beschuldiging na de oorlog, samengewerkt met de Duitse bezetter. Jean overleed in 1946 aan keelkanker en ontsnapte aan eventuele veroordelingen. Zijn neef, Édouard-François, de zoon van Louis-François Empain, nam de macht binnen het bedrijf over met Louis-Jean als onwillige stille vennoot. Hij verzamelde aandeelhouders om zich heen en huwde Rozell Rowland, de weduwe van Jean, zodat ook deze aanzienlijke erfenis onder zijn beheer kwam.
Het Empainimperium doorstond moeilijke tijden door de dekolonisatie in Afrika en de nationalisering in sommige Europese landen. Toen in 1958 baron Lambert, eigenaar van de Bank Lambert, probeerde de Groep Empain over te nemen, zette de jonge Édouard-Jean zijn stiefvader Édouard-François onder druk met het dreigement dat hij zijn aandelen aan Lambert zou verkopen. Édouard gaf toe en vanaf 1967 werd Édouard-Jean het hoofd van de Groep Empain, waar hij een aanzienlijke uitbreiding aan gaf, onder meer door het inpalmen van de Franse Groep Schneider en het vormen van de Groep Empain-Schneider.
Dit leek een nieuw dynamisme tot stand te brengen, met aansluiting bij de spitstechnologie van nucleaire ontwikkelingen. Naast de Empains, kon de Groep ook rekenen op belangrijke professionele directeurs, zoals onder meer Raymond Brissaud, René Engen en Didier Pineau-Valencienne. De holding telde 150 vennootschappen en 130.000 werknemers. Het leek echter in stijgende mate een reus op lemen voeten te zijn. In 1981, na de periode van de ontvoering en de nasleep ervan, stapte Édouard-Jean op als bedrijfsleider en verkocht zijn aandelen (naar zijn verklaring onder druk van de Franse staat). De holding werkte voortaan verder onder de naam Schneider. Door de dood van Édouard-François in 1984 verdwenen de laatste door een Empain aangehouden belangen in Schneider.
Het Empainimperium stortte steeds meer in elkaar en begin 21e eeuw waren er nog nauwelijks sporen zichtbaar van de eens aanzienlijke financiële en industriële groep.

## Genealogie
De verschillende Empains zijn niet altijd makkelijk uit elkaar te houden, onder meer vanwege het herhaalde gebruik van dezelfde voornamen.
- François Empain (Beloeil 1822 – Mechelen 1897)
  - Baron Édouard Empain (1852-1929)
    - Baron Jean Empain (1902-1946)
      - Huguette Empain (1925-1967), × Hermano da Silva Ramos (1925-), formule-1 piloot
      - Baron Édouard-Jean Empain (1937-2018)

    - Baron Louis-Jean Empain (1908-1976)
      - Baron Michel Empain (1941-2000)

  - Baron Louis François Empain (1862-1935)
    - Baron Édouard-François Empain (1914-1984)
    - Marguerite Empain (1917-2006) × ridder José Clément de Saint-Marcq (1917-1982), burgemeester van Edingen

  - Louise Empain (1871-1971) × generaal Henri Denis (1868-1941)

### Algemeen
- Charles DE BRUYCKER, Histoire de Blicquy, Leuze, 1911.
- A. HALLEUX, Eloge funèbre du général baron Empain prononcé lors des funérailles, Brussel, 1929.
- Célestin CAMUS, Édouard Empain, curriculum vitae, Académie royale et coloniale, Brussel, 1930.
- Fernand NEURAY, Portraits et souvenirs, Brussel, 1934.
- Félicien LEURIDANT, Portrait d'Édouard Empain, Bruxelles, 1938.
- CRISP, Morphologie des groupes financiers, Brussel, 1962.
- Pierre JOYE, Les trusts en Belgique, Brussel, 1964.
- Paul JEANJOT, Empain (Édouard-Louis-Joseph, baron), industriel et financier, in: Biographie nationale de Belgique, deel 34, kol. 265-269, Brussel, 1967.
- Marcel-Henri JASPAR, Souvenirs sans retouche, Parijs, Fayard, 1968.
- Daniel DE VOLDER, Geschiedkundig overzicht van het openbaar vervoer in de streek van Oostende + Veurne vanaf 1838 tot 1914, Brugge, 1981.
- Oscar COOMANS DE BRACHÈNE, État présent de la noblesse belge, Annuaire 1988, Brussel, 1988.
- Yvon TOUSSAINT, Les barons Empain, Fayard, Parijs, 1996.
- Humbert MARNIX DE SAINTE-ALDEGONDE, État présent de la noblesse belge, Annuaire 2006, Brussel, 2006.
- Ewald PIRONET, Empain: De trieste val van een imperium in: Misjoe VERLEYEN, Industrieel Édouard-Jean Empain 70 jaar, in Knack, 2 april 2008, blz. 58-62.
- Les barons Empains, la dynastie fracassée, documentaire film, RTBF, 2015.
- Tobit VANDAMME, Beyond Belgium. The business empire of Edouard Empain in the First Global Economy (1880-1914), proefschrift UGent, 2019.

### Metro van Parijs
- Roger-H. GUERRAND, Mémoires du métro, Table Ronde, Parijs, 1961.
- Albert DECHESNE, Le Baron Empain et le métro, in: Le Vieux Papier, 1975.
- Ginette KURGAN VAN HENTENRIJK, De Clio à la Finance: les origines de la fortune d'André Berthelot, Brussel, 1977.
- Noël ANSELOT, Ces Belges qui ont fait la France, Parijs, France-Empire, 1982.
- Phillippe THIEBAUT, Guimard, Gallimard, Parijs, 1992.

### Heliopolis en Egypte
- H. DE SAINT-OMER, Les entreprises belges en Egypte, Brussel, 1907.
- Fernand NEURAY, Quinze jours en Egypte, Vromant, 1908.
- Octave UZANNE, Héliopolis, la cité ancienne, la ville moderne, Parijs, 1909.
- Jean CAPART, Une donation d'antiquités égyptiennes aux Musées royaux de Bruxelles, Vromant, Parijs, 1911.
- A. SALKIN, L'architecte Ernest Jaspar, in: L'Art belge, 1920.
- Baudouin VAN DE WALLE, Le Mastaba de Neferirtenef, Brussel, 1973.
- A.-M. BRASSEUR & A. CAPART, Jean Capart ou le rêve comblé de l'Egypte, Ed. Arts et Voyages, 1974.
- Anaouar ABDEL-MALEK, Idéologie et renaissance nationale. L'Egypte moderne, Parijs, L'Harmattan, 1975.
- Baudouin VAN DE WALLE, La chapelle funéraire de Neferirtenef, Brussel, 1978.
- Robert ILBERT, Héliopolis, Le Caire 1905-1922. Genèse d'une ville, Parijs, CNRS, 1981.
- Mercedes VOLAIT & Claudine PIATON, L’identification d’un ensemble urbain du XXème siècle en Egypte : Héliopolis, Le Caire, in: In Situ, Revue des Patrimoines, 2003.
- Anne VAN LOO & Marie-Cecile BRUWIER (eds.), Héliopolis, Brussel: Mercatorfonds, 2010, ISBN 978-90-6153-930-8.
- Amélie D'ARSCHOT SCHOONHOVEN, Le roman d'Héliopolis, Uitg. Avant-Propos, 2017.
- Frédéric EELBODE, Stad van d Zon. Boghossian Foundation brengt Heliopolis tot leven, in: Trends, 2 mei 2019.

### Generaal in de Eerste Wereldoorlog
- Paul AZAN, Les Belges sur l'Yser, Berger-Levrault, Parijs, 1929.
- C. CAMUS, Édouard, général-baron Empain, banquier, in: Biographie Coloniale, T. II, 1951.
- Luc SCHEPENS, Koning Albert, Charles de Broqueville en de Vlaamse Beweging, Lannoo, Tielt, 1983
- A. DUCHESNE, Un général pas comme les autres, le baron Édouard Empain, in: Revue belge d'histoire militaire, 1985.

### Congo en China
- Rodolphe VAN LOO, La Belgique industrielle et la Chine commerciale, Brussel, 1911.
- Lionel WIENER, Les chemins de fer coloniaux de l'Afrique, Goemaere, Brussel, 1930.
- Albert DECHESNE, Les aspects diplomatiques du projet d'expédition belge en Chine en 1900, in: Revue belge de philologie et d'histoire, Brussel, 1954.
- Ginette KURGAN VAN HENTENRYK, Une tentative de pénétration économique belge en Chine, Brussel, Academie voor overzeese wetenschappen, Brussel, 1963.
- Barbara EMERSON, Leopold II, the kingdom and the empire, Londen, 1979.